# Distintivo di paracadutista
Il distintivo di paracadutista della Luftwaffe (in tedesco Fallschirmschützenabzeichen der Luftwaffe), promosso dal comandante della Luftwaffe il Reichsmarschall Hermann Göring e istituito il 5 novembre 1936, è stato un distintivo onorifico della Germania Nazista assegnato ai fallschirmjäger, i paracadutisti, dell'aeronautica nazista.

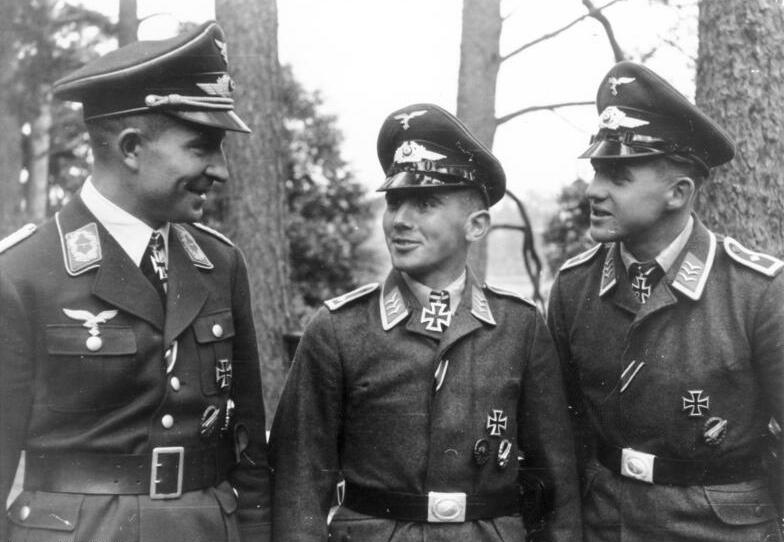
militari della Luftwaffe indossano l'onorificenza.

## Versioni
Ai sensi della legge sui titoli, ordini e decorazioni del 26 luglio 1957 promulgata dalla Repubblica Federale di Germania la decorazione può essere utilizzata, qualora conferita, sotto rimozione della svastica dal distintivo.

## Descrizione

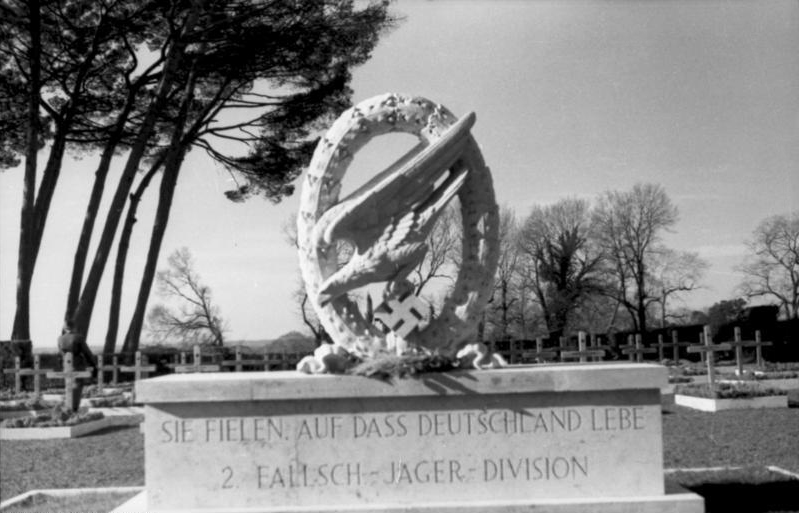
riproduzione del distintivo in un monumento presso il cimitero della 2ª Divisione Fallschirmjäger in Italia.

Protetta da una corona ovale di fronde di quercia a destra e alloro a sinistra il distintivo ha nel suo centro un'aquila nazista, aquila che tiene quindi tra le sue grinfie una svastica, rivolta in picchiata verso sinistra.
Il premio veniva indossato sulla parte inferiore del taschino sinistro della divisa, sotto la Croce di Ferro di I Classe, o grado equivalente, in caso di aggiudicazione.

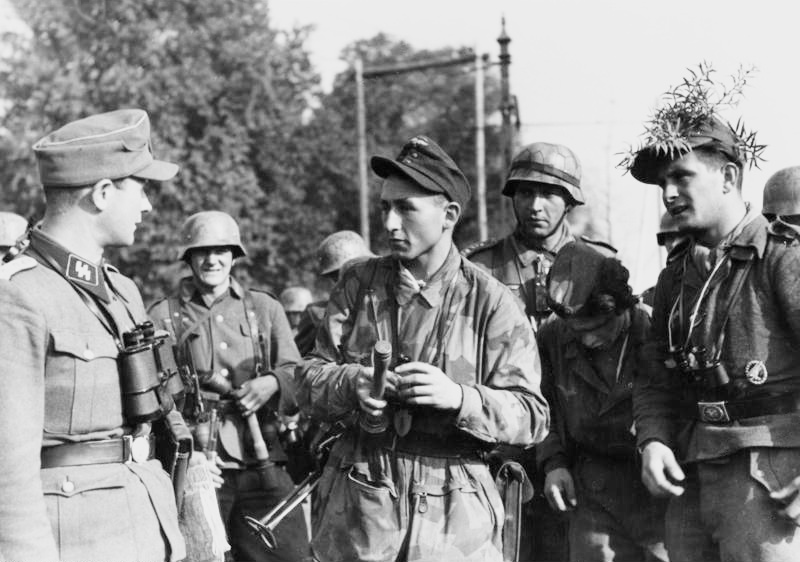
il distintivo si può notare nella divisa del soldato a destra.